# Nowosady (gmina Awiżenie)
Nowosady (lit. Naujasodžiai) − wieś na Litwie, w rejonie wileńskim, 3 km na północny zachód od Awiżenii, zamieszkana 11 osób. Przed II wojną światową w Polsce, w powiecie wileńsko-trockim województwa wileńskiego.